# Disordine (album)
Disordine è il primo album in studio del cantautore e produttore italiano Cosmo, pubblicato il 14 maggio 2013.

## Tracce
1. Dedica – 2:31
2. Ho visto un Dio – 3:49
3. Le cose più rare – 3:46
4. Wittgenstein – 3:38
5. Numeri e parole – 3:56
6. Ecco la felicità – 4:05
7. Continente – 3:23
8. Il digiuno – 3:30
9. Disordine – 3:10
10. Esistere – 4:08

Tracce bonus nell'edizione in vinile del 2013
1. Abbracciala, Abbracciali, Abbracciati (cover di Lucio Battisti) – 5:43 (testo: Mogol)
2. Ritornerai (cover di Bruno Lauzi) – 4:10 (testo: Bruno Lauzi)

Traccia bonus nell'edizione in vinile del 2018
1. Il Presente